# Capitaine Rademer
Le Capitaine Rademer (Captain Nathaniel Churchmouse en VO) est un personnage de fiction de l'univers de Mickey Mouse créé en 1932 par Floyd Gottfredson pour les studios Disney.
Ce vieux "loup de mer" apparaît pour la première fois dans Mickey et le Trésor (Mickey Mouse Sails for Treasure Island), publiée en comic strips hebdomadaires entre le 16 mai et le 11 novembre 1932. Mickey l'aide à sauver son trésor des griffes de Maître Chicaneau et de Pat Hibulaire, ce qui donnera naissance à une longue amitié.
Ensemble, ils vivent plusieurs aventures dans des pays exotiques, confrontés à de nombreux méchants comme Le Bigleux ou Tom Pouce et Mâchefer.

## Nom dans différents pays
- Allemagne : Käptn Kirchmaus
- Angleterre : Captain Nathaniel Churchmouse
- Brésil : Capitão Ratão, Capitão Rato de Igreja
- Danemark : Kaptajn Kirkemus
- Finlande : Kapteeni Kirkonrotta
- France : Capitaine Rademer, Capitaine Quillenbois, Oncle Briney JM, Radar
- Italie : Capitan Toporagno, Capitan Radimare, Mastrorocco
- Norvège : Kaptein Kirkemus
- Pays-Bas : Kapitein Kerkmuis, Kapitein Kerkrat
- Suède : Kapten Kyrkråtta